# Ballad for Americans
《Ballad for Americans》는 1940년 미국의 가수 빙 크로스비가 발매한 정규 음반이다. 이는 1939년에 나온 노래인 "Ballad for Americans"를 크로스비가 미국 형식의 애국적인 스타일로 발매되었다. 1946년, 음반에 있는 두 레코드는 빙 크로스비의 컴필레이션 음반인 《What We So Proudly Hail》에 재수록되게 된다. 또한 이 음반은 이전에 불렀던 노래를 재수록하지 않은 빙의 첫 음반이기도 하다.

## 반응
크로스비의 전기 작가인 게리 기딘스는 이 음반에 대해 자신의 책인 〈Bing Crosby, A Pocketful of Dreams, The Early, Years, 1903-1940〉에 이렇게 적어놓았다.
빙은 가볍게 이 프로젝트에 참여하지 않았다. 녹음을 하기 전에 이에 관련해 공부를 하였고, 모든 것이 옳아야 했기 때문에 스튜디오에서 계속 집중하였다. 평소 속도(2시간 동안 5곡, 한 번 녹음할 때 2회 이상 걸리는 경우는 드물었다)와는 다르게 4개의 파트에 각각 1시간씩 할애하였다.
뉴욕 포스트의 평론가인 마이클 레빈은 "빙 크로스비가 지난 주에 발표한 음반 《Ballad for Americans》에서 음악적으로 자기의 의견을 내세우면서 성장하였다. 이것은 빙이 여태까지 보여준 것들 중 가장 훌륭한 성과이며, 지난 몇 년 동안과 달리 정말 노래하는 방법을 배웠다는 것을 보여준다"고 썼다.

## 트랙리스트
2개의 SP 음반으로 이루어져 있는 《Ballad for Americans》는 데카 레코드의 카탈로그 넘버 A-134를 부여 받았다. "Ballad for Americans"는 존 트레빌 라투셰와 얼 로빈슨이 썼으며, 크로스비는 이를 1940년 7월 6일 켄 다비의 코러스 그룹과 빅터 영의 콘서트 오케스트라와 함께 녹음하였다.
디스크 1 (3297): "Part One" (2:26) / "Part Four" (3:06)
디스크 2 (3298): "Part Two" (2:16) / "Part Three" (2:24)